# توماس رينولدز
توماس رينولدز (بالإنجليزية: Thomas Reynolds) هو قاضي ومحامي وسياسي أمريكي، ولد في 12 مارس 1796 في مقاطعة براكين في الولايات المتحدة، وتوفي في 9 فبراير 1844 في جفرسون سيتي في الولايات المتحدة. حزبياً، نشط في الحزب الديمقراطي. وقد انتخب حاكم ميسوري ‏ (16 نوفمبر 1840 – 9 فبراير 1844) وانتخب عضو مجلس نواب إلينوي.